# Chitala
A Chitala a sugarasúszójú halak (Actinopterygii) osztályának elefánthalak (Osteoglossiformes) rendjébe, ezen belül a késhalfélék (Notopteridae) családjába tartozó nem.

## Rendszerezés
A nembe az alábbi 6 faj tartozik:
- Chitala blanci (d'Aubenton, 1965)
- Chitala borneensis (Bleeker, 1851)
- pávaszemes késhal (Chitala chitala) (Hamilton, 1822)
- Chitala hypselonotus (Bleeker, 1851)
- Chitala lopis (Bleeker, 1851)
- Chitala ornata (Gray, 1831)